# Jongno 5(o)-ga (métro de Séoul)
Jongno 5(o)-ga  (hangeul : 종로5가 ; hanja : 鍾路5街) est une station de passage de la ligne 1 du métro de Séoul. Elle est située sous la Jong-ro, à la bifurcation avec la Dongho-ro et la Daehak-ro, dans le quartier Jongno 5-ga, de l'arrondissement de Jongno-gu, à Séoul en Corée du Sud.
Ouverte en 1974, sur la ligne 1, elle est desservie par les services omnibus et express de la ligne 1.

## Situation sur le réseau

Plan du réseau (2023)

Établie en souterrain, la station Jegi-dong est une station de passage de la ligne 1 du métro de Séoul : elle est située entre la station Dongdaemun, en direction du terminus nord-est Yeoncheon, et la station Jongno 3(sam)-ga, en direction du terminus ouest Incheon, ou du terminus sud-ouest Sinchang via la station de bifurcation Guro,.

## Histoire
La station Jongno 5(o)-ga est mise en service le 15 août 1974, sur la ligne 1 du métro de Séoul, lors de l'ouverture à l'exploitation des 9,54 km de la station Gare de Séoul à la station Cheongnyangni.

la station avant la pose des portes palières
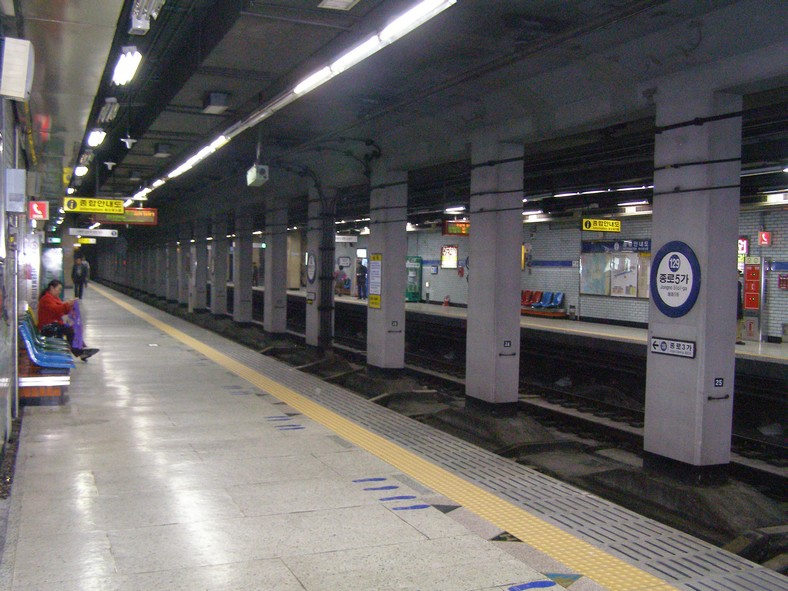
En 2007.
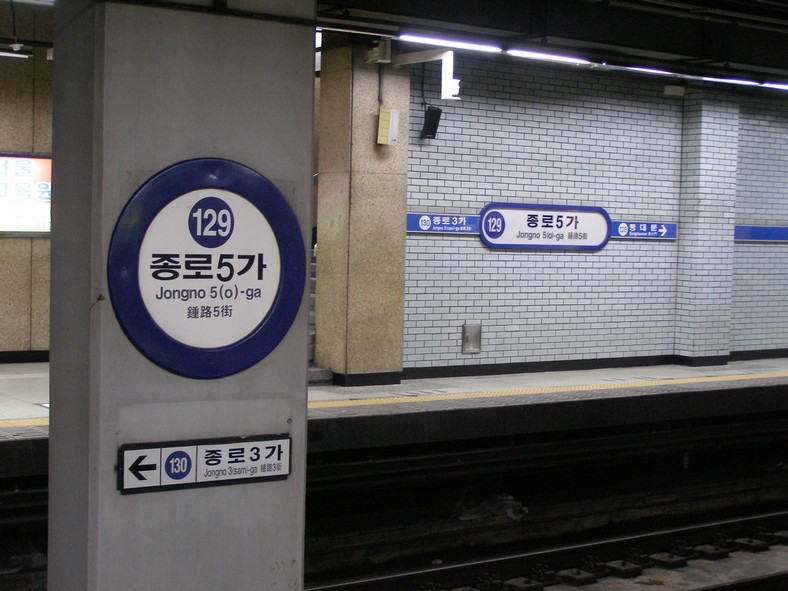
En 2007.
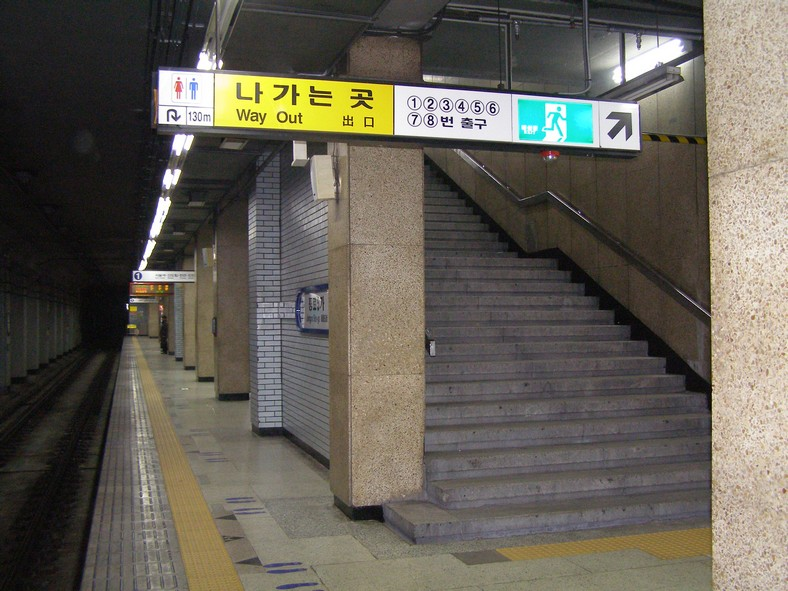
En 2007

## Services aux voyageurs

### Accès et accueil
Station souterraine de la ligne 1 établie sous l'intersection entre la Jong-ro, la Dongho-ro et la Daehak-ro, dans le quartier Jongno 5-ga. Elle est accessible par huit bouches, numérotées de 1 à 8.

### Desserte
Jongno 5(o)-ga, est une station de la ligne 1, desservie par les services omnibus et express de la ligne.

Installations
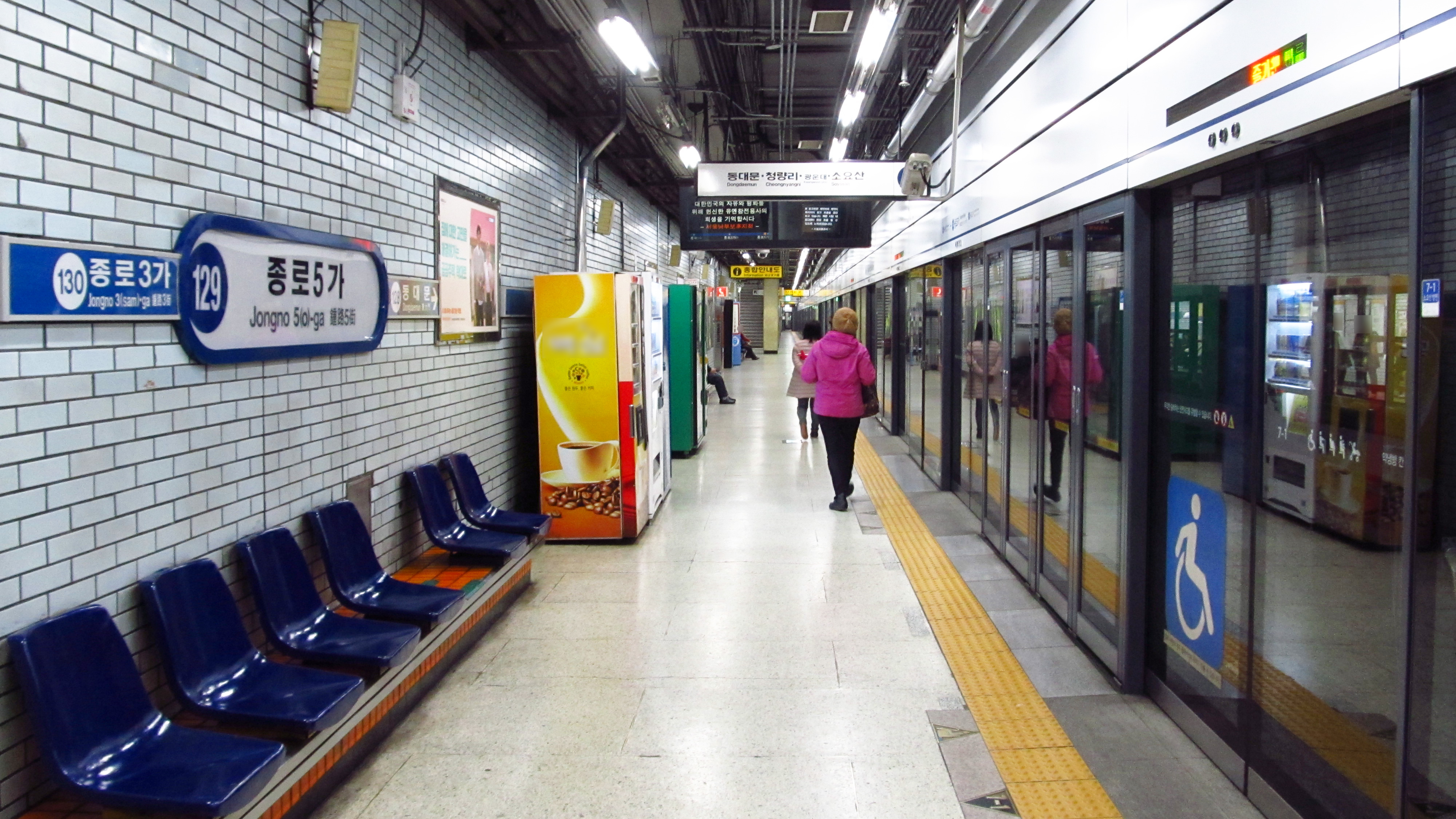
En 2018.
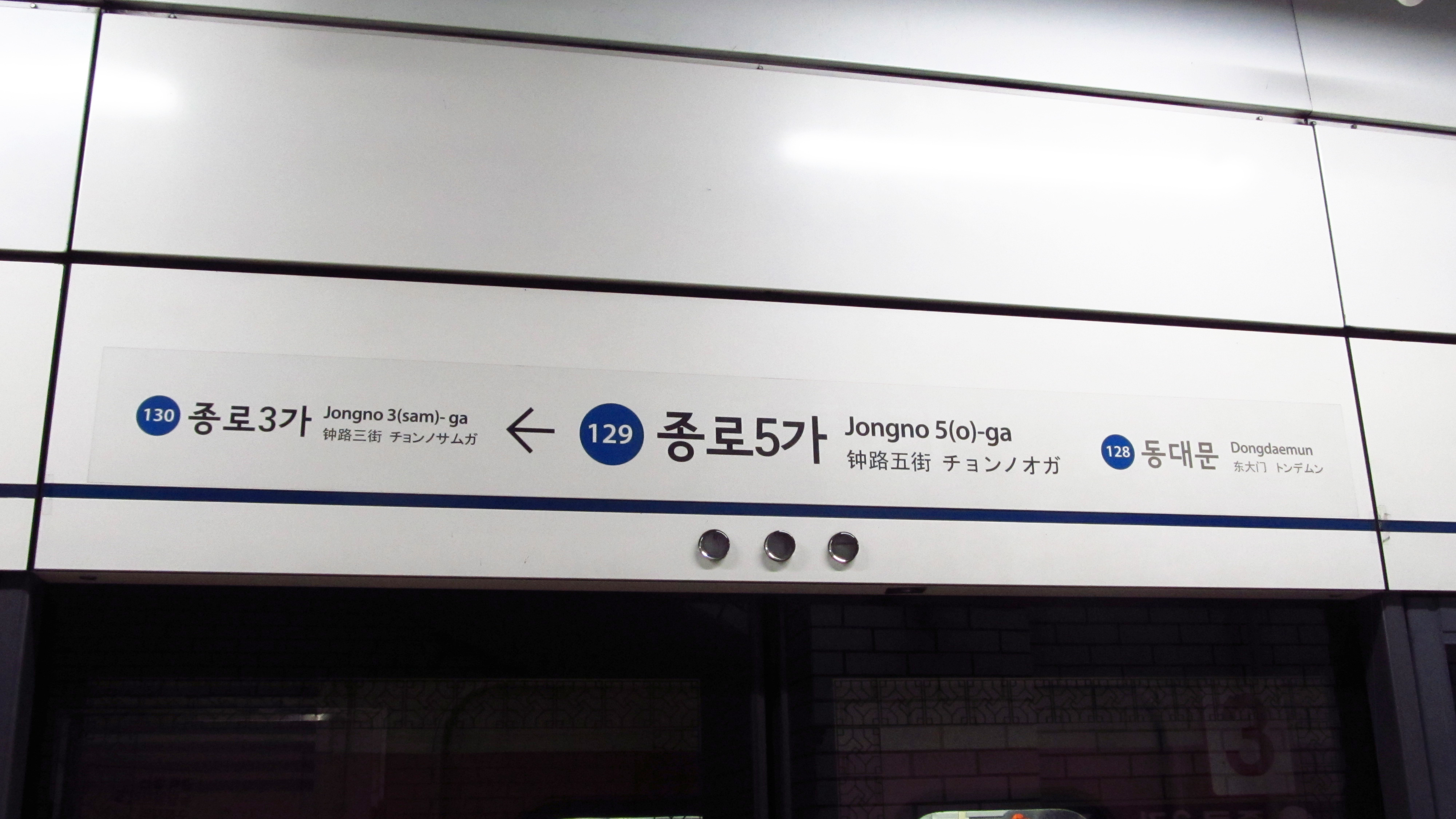
En 2018.
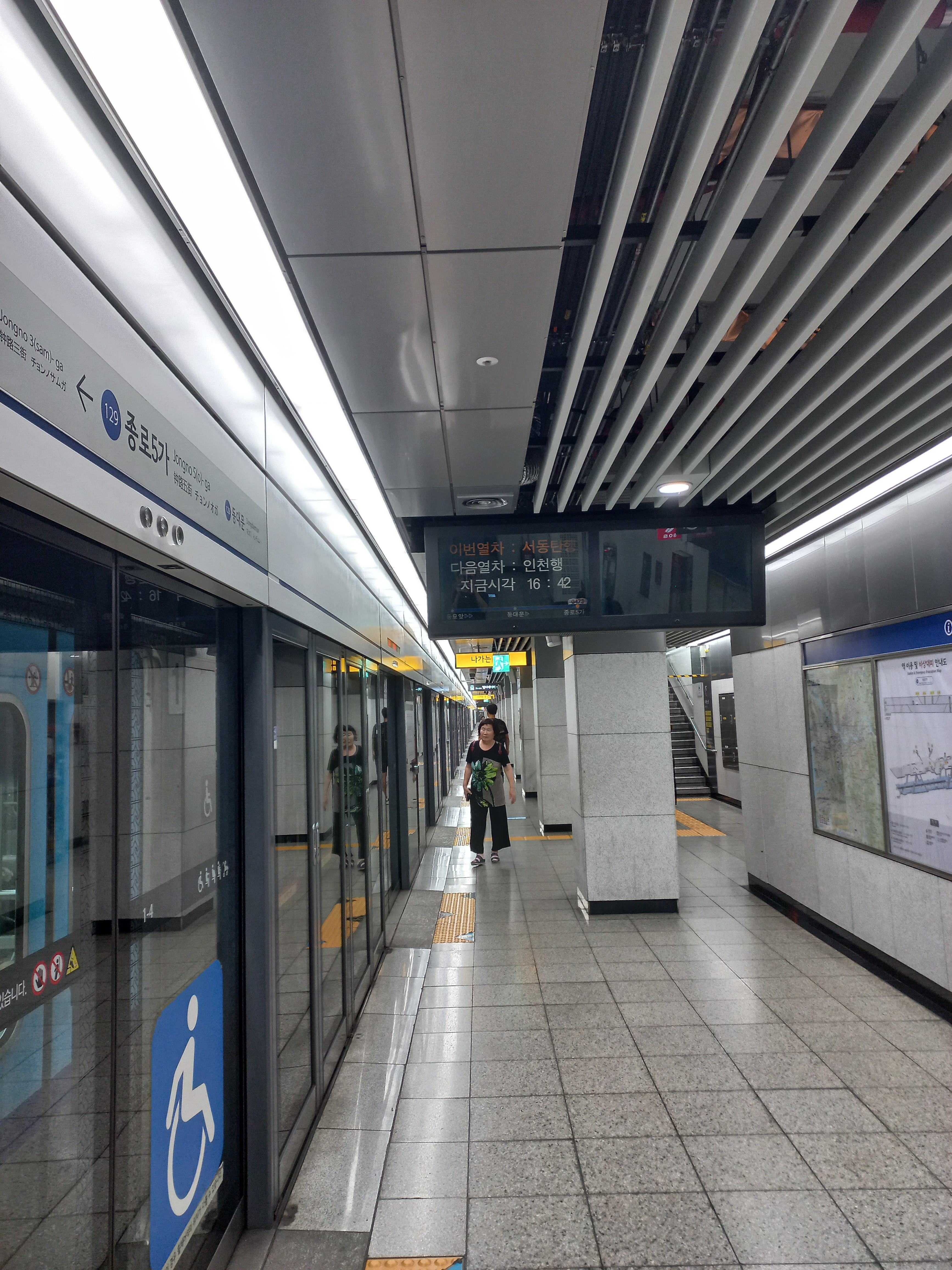
En 2023.

### Intermodalité
Des arrêts de bus sont situés à proximité des bouches de la station.